# 下ケ戸

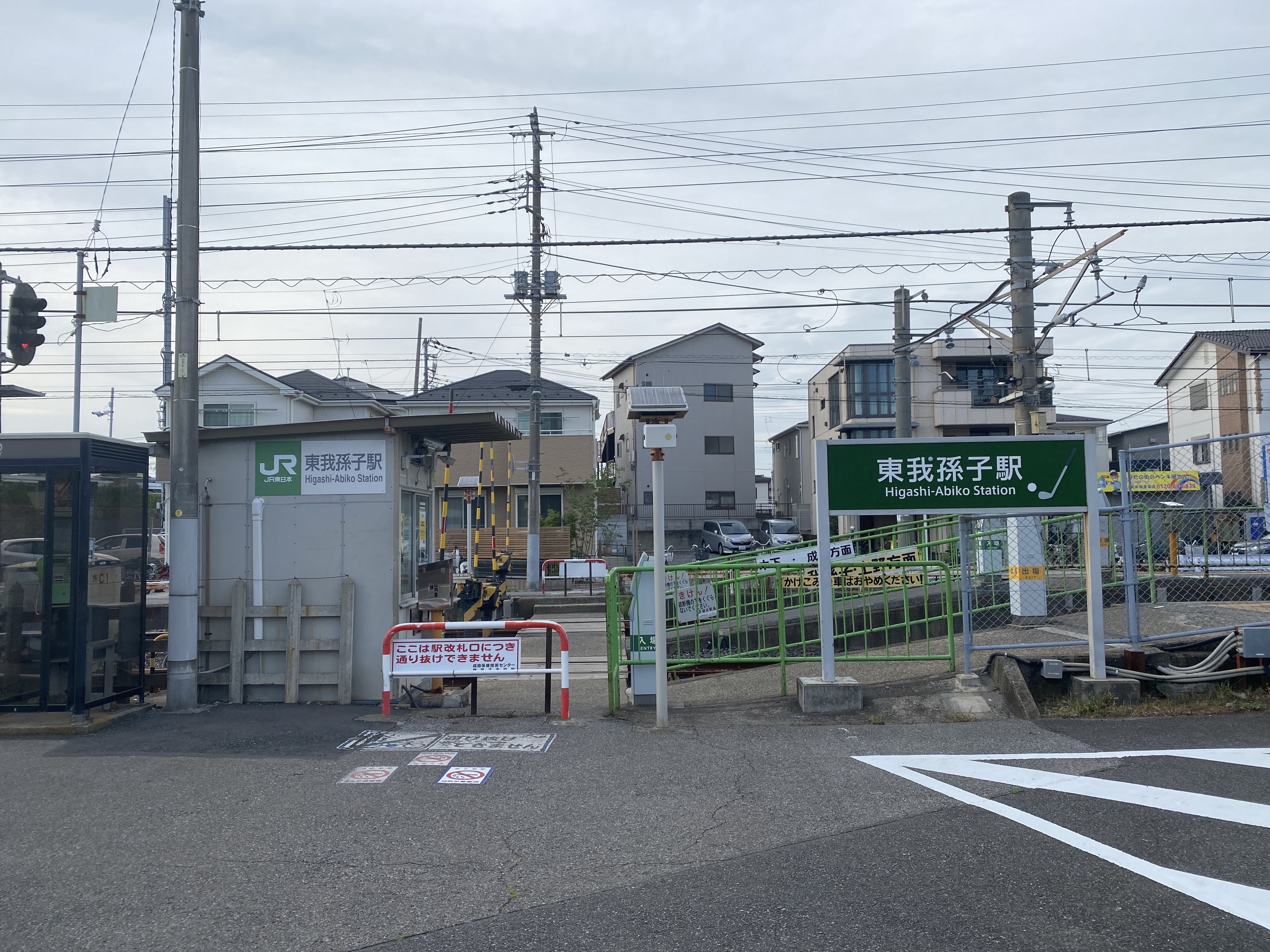
JR東我孫子駅南口（2021年5月撮影）

下ケ戸（さげと）は、千葉県我孫子市の大字。郵便番号は270-1138。

## 地理
我孫子市西南部に位置する。北は青山、日の出、北東は中峠、東から南にかけて岡発戸、南は東我孫子、西は天王台、北西は柴崎台、柴崎に隣接する。

## 名所
- 下ヶ戸貝塚[4]

## 世帯数と人口
2020年（令和2年）12月1日現在の世帯数と人口は以下の通りである。
| 大字   | 世帯数   | 人口(男) | 人口(女) | 総人口 |
| 下ケ戸 | 1239世帯 | 1403     | 1289     | 2692   |

年々増加傾向にある。

## 小・中学校の学区
市立小・中学校に通う場合、学区は以下の通りとなる。
| 番地 | 小学校                     | 中学校                 |
| ---- | -------------------------- | ---------------------- |
| 全域 | 我孫子市立我孫子第二小学校 | 我孫子市立我孫子中学校 |

## 交通

### 鉄道
- JR東日本成田線 - 東我孫子駅

### バス
- 阪東バス
  - 東我孫子車庫〜布佐駅南口線、湖北駅南口〜天王台駅・我孫子駅線
    - 近隣の停留所は「東我孫子」「下ヶ戸」「岡発戸」。

### 道路
- 国道356号

## 施設
- JR東我孫子駅
- 梶池公園

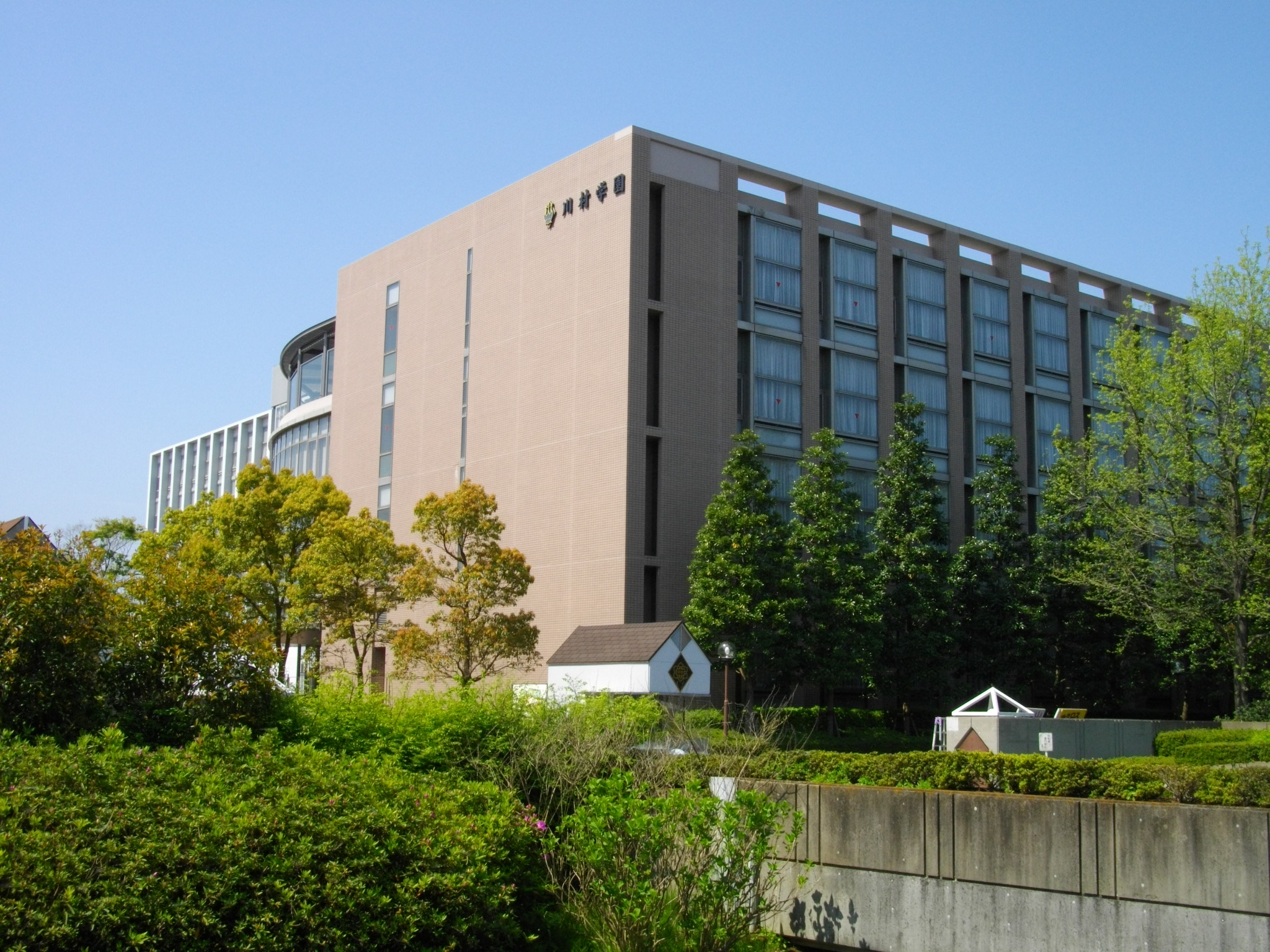
川村学園女子大学我孫子キャンパス

- 真言宗豊山派 西音寺 ／ 八幡神社 ／ 下ヶ戸区民会館（旧名：下ヶ戸青年館）
- 我孫子市立我孫子第二小学校
- 川村学園女子大学
- 川村学園女子大学附属保育園
- ウエルシア 我孫子下ヶ戸店（ウエルシアの公式ホームページでは「下ケ戸」表記だが、実際の店舗の看板やレシートでは「下ヶ戸」表記）
- わくわく広場 天王台店
- シャンブル 東我孫子店（しまむらグループ。2023年7月12日開店）
- 今井タクシー有限会社本社

## 備考
- 町名の正しい表記は「下ケ戸」だが、町内の電柱に取り付けられた住所表記、自治会の札、阪東バスのバス停、下ヶ戸貝塚、下ヶ戸宮前公園、下ヶ戸区民会館（旧名：下ヶ戸青年館）などの表記では、「ケ」が小さい「下ヶ戸」とされており、表記揺れが生じている[6]。
- 隣接する町にはコンビニエンスストアがあるが、下ケ戸の町内にはコンビニは1軒も存在しない。